# Laila Bachtiar
Laila Bachtiar (* 31. August 1971 in Wien) ist eine österreichische bildende Künstlerin. Ihr Œuvre wird der Art brut zugerechnet.

## Leben
Laila Bachtiar wuchs in einer Musikerfamilie in Wien auf; die Mutter ist Cellistin. Als Kind zeigte sie autistische Verhaltensweisen und besuchte die Sonderschule. Schon zu Schulzeiten fiel ihr künstlerisches Talent auf. Ab 1990 kam sie als erste Frau regelmäßig einmal in der Woche zum Zeichnen in das Haus der Künstler des Art/Brut Center Gugging im niederösterreichischen Maria Gugging und fand dort als Artist in Residence vorübergehend Raum für ihr Schaffen. Seit 2003 ist sie dort im offenen Atelier als Künstlerin tätig. Ihre Werke sind Teil internationaler Ausstellungen und Sammlungen.

## Werk
Laila Bachtiar arbeitet mit dem Medium der Zeichnung. Ihr Hauptthema ist die Tierwelt, aber auch Darstellungen von Menschen, Pflanzen oder Gegenständen. Bachtiar baut mit dem Zeichenstift feingliedrige, zeichnerische Gerüste aus Linien auf, deren Felder wie Bausteine die Strukturen der gewählten Motive vorgeben, die sie dann mit Schraffuren stark verdichtet. Manchmal tritt der eigentliche Bildgegenstand bei dieser Verdichtung in den Hintergrund. Manche der Motive werden zusätzlich mit Zahlen-Codierungen versehen, deren Bedeutung nur von der Künstlerin selbst zu entschlüsseln sind. Ab 1990 entstanden Bachtiars erste Farbstift-Zeichnungen, ab 2003 zusätzlich reine Bleistiftzeichnungen.
Laila Bachtiar gilt als das erfolgreichste Mitglied des Gugginger Kunstzentrums. Aus dem Bestand der Wiener Kunstsammlerin Hannah Rieger zeigte die Ausstellung Leben in Art Brut 2017 im Museumkrems mehrere Blätter aus Bachtiars malerischem Frühwerk und einige ihrer späteren schwarz-weißen Zeichnungen. In der von Ingried Brugger kuratierten Ausstellung Flying high. Künstlerinnen der Art Brut 2019 im Kunstforum Wien war Laila Bachtiar neben internationalen Künstlerinnen vertreten, darunter Aloïse Corbaz, Unica Zürn, Ida Maly. Die Ausstellung war die erste, die sich umfassend Künstlerinnen der Art brut in ihrer Vielfalt und ihrer historischen und gegenwärtigen Dimension widmete.

## Ausstellungsbeteiligungen
- 2006: Galerie Objet Trouvé, Paris.
- 2007: Kunst von Innen – Art Brut in Österreich, Museumsquartier, Freiraum / quartier 21, Wien.
- 2010: gugging from Vienna, Atelier Herenplaats, Rotterdam.
- 2011: Hommage an die Art Brut, Galerie Rigassi, Bern.
- 2012: HomeStory, Galerie Gaudens Pedit, Lienz; warm-up, Galerie Gaudens Pedit, Kitzbühel.
- 2013: small formats.!, museum gugging, Maria Gugging; Artists from Gugging celebrate the Seasons, Gallery Judy A. Maslow, Chicago, USA; Sommerfrische, Galerie Gaudens Pedit, Kitzbühel.
- 2014: gugging meisterwerke.!, Museum Gugging, Maria Gugging.
- 2016: Dada und Art Brut, Galerie Gaudens Pedit, Kitzbühel.
- 2017: Living in Art Brut. 123 Works from Hannah Rieger Collection, museumkrems.[7]
- 2017: Gugging! The crazed in the hot zone, Galerie Christian Berst, Paris
- 2018–2021: gehirngefühl.! kunst aus gugging von 1970 bis zur gegenwart, museum gugging, Maria Gugging.[8]
- 2018: Frauen in der Art Brut? Art et Marges Musée in Mouscron, Brüssel[9]
- 2019: Flying high: Künstlerinnen der Art Brut, Bank Austria Kunstforum Wien.[10][11]
- 2023: abstrakt.!? zwischen figuration und abstraktion, museum gugging, Maria Gugging[12]